# Johannes Howald
Johannes Howald (auch Johann Howald) (* 28. Dezember 1854 in Thörigen; † 24. November 1953 in Bern, reformiert, heimatberechtigt in Thörigen) war ein Schweizer Lehrer und Schriftsteller.

## Leben
Howald wurde am 28. Dezember 1854 in Thörigen als Sohn eines Bauern und Pferdehändlers geboren. Er absolvierte zwischen 1871 und 1874 eine Primarlehrerausbildung am evangelischen Seminar Muristalden (Campus Muristalden) in Bern. In der Folge unterrichtete Johannes Howald in Bolligen, bevor er von 1875 bis 1938 als Seminarlehrer für Deutsch und Geschichte am Seminar Muristalden tätig war. Dazu wirkte er viele Jahre als Redakteur des Schweizerischen Evangelischen Schulblatts.
Johannes Howald heiratete im Jahr 1884. Er verstarb am 24. November 1953 fünf Wochen vor Vollendung seines 99. Lebensjahres in Bern.
Howald trat als vielseitiger Schriftsteller hervor. Sein germanistisches und literarisches Gesamtwerk umfasst eine Monografie, berndeutsche Fassungen von Teilen des Neuen Testaments, erschienen 1936, 1940 und 1944, Gedichtsammlungen sowie Versepen.

## Werke (Auswahl)
- Der Werkzeuge Rangstreit. Versepos, 1890
- Sonnenschein ins Herz hinein. Gedichtsammlung, 1894
- Und rot ist die Ros. Versepos, 1923
- Ulrich Dürrenmatt und seine Gedichte. Monografie, 1927
- Es neus Näschtetli Bärndütsch für Jung und Alt. Gedichtsammlung, 1929
- Gedichte von Johann Howald 1954 – 1953. In: Jahrbuch des Oberaargaus 8 (1965), S. 148–153 (mit Portraitfoto). (Digitalisat).